# Aptesis breviaria
Aptesis breviaria är en stekelart som beskrevs av Henry Keith Townes, Jr. 1962. Aptesis breviaria ingår i släktet Aptesis och familjen brokparasitsteklar. Inga underarter finns listade.